# Théorie des perspectives
Pour un article plus général, voir Théorie de la décision.
La théorie des perspectives (en anglais : Prospect theory) est une théorie économique développée par Daniel Kahneman et Amos Tversky en 1979. Elle remet en cause la théorie de l'utilité espérée développée par John von Neumann et Oskar Morgenstern en 1944 et a valu à Daniel Kahneman le prix Nobel d'économie en 2002. Cette théorie est fondatrice de l'économie comportementale et de la finance comportementale et constitue l'une des premières théories économiques construite à partir de travaux expérimentaux.
À partir d'expériences de laboratoire, elle décrit la manière dont les individus évaluent de façon asymétrique leurs perspectives de perte et de gain (voir aussi théorie du renversement). Pour donner un exemple très simplifié, la douleur de perdre 1 000 euros ne pourrait être compensée que par le plaisir de gagner 2 000, ou même 3 000 euros. Contrairement donc à la théorie de l'utilité espérée, qui donne un modèle d'optimisation mathématique, la théorie des perspectives se veut descriptive du comportement réel des gens.
Dans la formulation originale de la théorie, le terme perspective se référait aux résultats prévisibles d'une loterie. La théorie des perspectives est aussi appliquée à la prédiction de comportements, dont les comportements liés à la santé, et elle a aussi contribué à l'avancement de la recherche sur le cadrage de l'information en publicité sociale.

## Présentation

Ce graphique illustre la théorie selon laquelle les individus ont une plus grande aversion aux pertes, qu'une préférence aux gains.

La théorie des perspectives part de l'aversion à la perte, une forme asymétrique d'aversion au risque. Le constat de départ est que les personnes réagissent différemment aux perspectives de leurs gains ou de leurs pertes.
- Face à un choix risqué conduisant à des gains, elles affichent une forte aversion au risque, préférant les solutions conduisant à une utilité espérée inférieure, mais plus sûre.
- Face à un choix risqué conduisant à des pertes, elles affichent une forte recherche de risque, préférant les solutions conduisant à une utilité espérée inférieure pourvu qu'il y ait une chance de diminuer les pertes.

Ces deux exemples sont ainsi en contradiction avec la théorie de l'utilité espérée, qui ne considère que les choix où l'utilité espérée est maximum.
Les deux autres arguments mis en avant sont :
- l'effet d'échelle : une même différence de probabilité n’est pas vue de la même façon si elle est entre 0.99 et 1, et 0.2 et 0.21 par exemple. Il y a en particulier une forte différence de comportement près des extrêmes de probabilité 0 et 1.
- l'assurance probabiliste : pour une utilité espérée égale, les gens préfèrent souscrire une assurance normale plutôt qu’une assurance ayant une probabilité de remboursement.

En outre, la mise en lumière des paradoxes d'Allais et d'Ellsberg par Daniel Kahneman et Amos Tversky en 1979, insiste sur les limites des théories de l'époque en gestion du risque.
De ces observations est proposée la théorie des perspectives, qui se veut plus descriptive de la réalité observée, et dans laquelle sont notamment traités les biais cognitifs mis en lumière par Tversky et Kahneman quelques années auparavant.
Sur les marchés financiers, ces attitudes irrationnelles, si elles sont largement partagées, entraînent une certaine viscosité des prix, plus précisément une sous-réaction aux mauvaises nouvelles qui devraient normalement faire baisser les prix.

## Théorie
La théorie des perspectives se construit en deux parties : d'abord, l’encadrage, ou établissement d'un cadre de référence, c'est-à-dire une représentation mentale d'un état de référence à partir duquel les résultats sont considérés ; ensuite, l’évaluation des choix dans ce cadre.
La formule, dans son expression la plus simple, avancée pour illustrer la théorie des perspectives est celle qui donne l'utilité attendue en fonction de la probabilité des gains (et/ou des pertes) pondérée par une valeur subjective perçue par les acteurs :
{\displaystyle U=\sum _{i=1}^{n}w(p_{i})v(x_{i})=w(p_{1})v(x_{1})+w(p_{2})v(x_{2})+\dots +w(p_{n})v(x_{n})}
où {\displaystyle \scriptstyle x_{1},x_{2},\dots } sont les gains (et/ou les pertes), {\displaystyle \scriptstyle p_{1},p_{2},\dots } les probabilités réelles de leurs occurrences respectives, {\displaystyle \scriptstyle v} est la fonction de valeur, qui représente la valeur subjective donnée à un gain (ou une perte) par les acteurs, {\displaystyle \scriptstyle w} est la fonction de pondération des probabilités, qui représente la probabilité subjective perçue par les acteurs (par exemple les acteurs réagiront de façon plus marquée sur des faibles probabilités, et moins marquée sur de fortes probabilités).

### Exemple: souscription à une assurance
On considère un risque dont l'occurrence est de 1 % et la perte en cas d'occurrence de 1 000 €, pour lequel une assurance est proposée à un coût de souscription égal à 15 €. Pour utiliser la théorie des perspectives, on commence par choisir une référence (e.g. l'état actuel ou l'état suivant la perte de 1 000 €). Si l'on choisit l'état actuel comme référence, le choix est donné entre la perte sûre de 15 € (souscription à l'assurance), correspondant à une utilité de {\displaystyle \scriptstyle v(-15)} ; et la loterie d'avoir 1% de malchance de perdre 1 000 € (non-souscription à l'assurance), correspondant à l'utilité {\displaystyle \scriptstyle w(0.01)\times v(-1000)}. Il est ensuite possible de donner des valeurs numériques à ces utilités. Un acteur non-biaisé calcule {\displaystyle \scriptstyle v(-15)=-15}€ et {\displaystyle \scriptstyle w(0.01)\times v(-1000)=-10}€, et choisit donc de refuser l'assurance. Un acteur réticent aux fortes pertes pourrait considérer que {\displaystyle \scriptstyle v(-15)=-15}€ et {\displaystyle \scriptstyle w(0.01)\times v(-1000)=-20}€, et ainsi décider de prendre l'assurance.

## Limites et amélioration de la théorie
Un des problèmes de la théorie des perspectives est qu'elle viole le principe de dominance stochastique au premier degré. En outre, dans le cas de nombreux résultats possibles, on observe des divergences entre la théorie et l'observation. Une version révisée est donc proposée, appelée théorie cumulative des perspectives (en), qui associe à la théorie d'origine la théorie de dépendance des rangs (en).

## Applications
Dans son article Thirty Years of Prospect Theory in Economics, Nicholas Barberis constate que la théorie des perspectives, malgré son immense succès, a mis longtemps à être appliquée en économie. La première difficulté provient du fait que, dans un contexte précis, il est difficile pour un chercheur de déterminer le point de référence des individus.
Elle a été appliquée en finance pour comprendre pourquoi certains titres financiers ont des rendements plus élevés que d'autres, l'évolution agrégée du marché des actions et les ventes d'actifs financiers au cours du temps.

### Littérature académique
- (en) Daniel Kahneman et Amos Tversky, « Prospect Theory: An Analysis of Decision under Risk », Econometrica, vol. 47, no 2,‎ mars 1979, p. 263-291 (lire en ligne, consulté le 27 février 2012)
- (en) Nicholas C. Barberis, « Thirty Years of Prospect Theory in Economics: A Review and Assessment », Journal of Economic Perspectives, vol. 27, no 1,‎ 2013, p. 173-96 (DOI 10.1257/jep.27.1.173, lire en ligne)

### Vulgarisation
- Théa Herz, « De l'utilité de la psychologie à la psychologie de l’utilité », L’Arche, no 538,‎ décembre 2002 (lire en ligne)